# Маркович, Николай Парменович
Никола́й Парме́нович Марко́вич (1869 — после 1917) — глуховский уездный предводитель дворянства, член IV Государственной думы от Черниговской губернии.

## Биография
Православный. Из потомственных дворян Черниговской губернии. Землевладелец Черниговской, Курской и Орловской губерний (1470 десятин).
Высшее образование получил в Харьковском университете по юридическому факультету, который окончил в 1894 году с дипломом 1-й степени.
По окончании университета посвятил себя общественной деятельности. Избирался почетным мировым судьей по Глуховскому уезду (с 1894), гласным Глуховского уездного и Черниговского губернского земских собраний. В 1899 году был назначен земским начальником 4-го участка Глуховского уезда, в каковой должности находился до 1906 года, когда был избран глуховским уездным предводителем дворянства. В последней должности оставался до революции 1917 года.
Кроме того, состоял председательствующим директором Глуховского тюремного комитета (с 1899), членом губернской земской ревизионной комиссии (с 1901) и членом от земства в правительственной оценочной комиссии (с 1904). Дослужился до чина надворного советника (1906), состоял в придворном звании камер-юнкера. Из наград имел ордена св. Анны 2-й и 3-й степени, св. Станислава 2-й степени, а также медали в память царствования Александра III и 300-летия царствования дома Романовых.
В 1912 году был избран членом Государственной думы от Черниговской губернии. Входил во фракцию центра, а с 1915 — и в Прогрессивный блок. Состоя членом комиссий: по запросам, по исполнению государственной росписи доходов и расходов, по местному самоуправлению, по направлению законодательных предположений и земельной.
В 1913 году хлопотал о разрешении вернуться в Россию для  Михаила Трофименко (1885—после 1913), сына коллеги  по Черниговскому земству, депутата Государственной думы II созыва П. А. Трофименко. В январе 1908 года Михаил Трофименко участвовал в похищении с целью выкупа Богдана Юзбашева, сына состоятельного тифлисца, деньги предназначались для революционных целей. Будучи привлечённым к уголовной ответственности он сумел скрыться за границей. Хлопоты окончились безрезультатно. 
В Первую мировую войну состоял уполномоченным Главного комитета Всероссийского земского и городского союзов по снабжению армии в Южном районе (1916).
Судьба после 1917 года неизвестна. Был женат, имел двоих сыновей.